# Рудюк Микола Авксентійович
Микола Авксентійович Рудюк (1936 — ?) — український радянський діяч, секретар Хмельницького обкому КПУ, 1-й секретар Городоцького районного комітету КПУ Хмельницької області.

## Біографія
Освіта вища. Член КПРС.
На 1969—1975 роки — 1-й секретар Городоцького районного комітету КПУ Хмельницької області.
До 1983 року — завідувач сільськогосподарського відділу Хмельницького обласного комітету КПУ.
У 1983 — 16 травня 1990 року — секретар Хмельницького обласного комітету КПУ з питань сільського господарства.
З квітня 1990 року — 1-й заступник голови виконавчого комітету Хмельницької обласної ради народних депутатів.

## Нагороди
- орден Трудового Червоного Прапора
- ордени
- медалі